# Endstand
Endstand fou un grup de música hardcore punk de Finlàndia format l'any 1996. Publicaren sis discos i un parell d'EP. Van actuar en festivals europeus com el Fluff Fest de la República Txeca els anys 2001, 2004 i 2006, i el Sant Feliu Fest el 2004. Endstand va anunciar la seva dissolució el 30 de gener de 2008.

## Discografia

### Àlbums
- Endstand, MCD (Impression Recordings, 1998)
- Endstand / Aurinkokerho split, MCD (Halla, 1999)
- To Whom It May Concern..., CD (Impression Recordings, 1999)
- Fire Inside, CD/10" (Combat Rock Industry, 2001)
- Endstand / Bora split, cassette (Battery Cage / Fire Inside, 2002)
- Endstand / Kafka split, MCD (No! Records / Fuxony, 2002)
- Never Fall Into Silence, LP/CD (Day After, 2002)
- Hit And Run, MCD/12" (Combat Rock Industry, 2003)
- Burning Bridges, LP/CD (Day After, 2004)
- The Time Is Now, LP/CD (Lifeforce Records/Combat Rock Industry, 2006)
- Spark, LP/CD (Combat Rock Industry, 2007)

### EP
- Tolerance, (Rising Justice Records, 1997)
- Endstand / Outlast split, (Grey Days/Bridge records, 1997)
- Picture Disc, (Combat Rock Industry, 2000)